# Melvin Rhyne
Melvin Rhyne, né le 12 octobre 1936 à Indianapolis et mort dans la même ville le 5 mars 2013, est un organiste de jazz américain, notamment connu pour avoir accompagné Wes Montgomery et son trio, de 1959 à 1964.

## Biographie
Il apprend à jouer du piano en autodidacte et se produit dans des clubs d'Indianapolis. À 19 ans, il joue avec le saxophoniste Rahsaan Roland Kirk, alors inconnu. C'est à cette époque qu'il découvre ce qui devient son instrument fétiche : l'orgue Hammond.
Sa collaboration avec Wes Montgomery marque un tournant. Il accompagne alors son groupe, le Wes Montgomery Trio, de 1959 à 1964. Au cours de cette période, sortent quatre albums pour la maison de disques Riverside Records :  A Dynamic New Sound (1959), Boss Guitar (1963), Portrait for Wes (1963) et Guitar on the Go (1963). Il développe une passion pour le jazz, bien qu'il ait aussi été amené à accompagner des musiciens de blues au cours de sa carrière.
En 1973, Melvin Rhyne part s'établir à Milwaukee, dans le Wisconsin. Il y poursuit sa carrière durant près de vingt ans, sans faire véritablement parler de lui. Il ne revient dans l'Indiana qu'au début des années 1990. Sa carrière prend un nouveau départ aux côtés de Herb Ellis, qu'il accompagne sur l'album Roll Call, et de Brian Lynch (musicien) (en), sur At the Main Event. En 1991, sort l'album The Legend qui associe les performances d'un trio constitué de Melvin, Peter Bernstein et Kenny Washington. Les années suivantes, Melvin Rhyne enregistre huit albums en solo pour la maison de disques de jazz Criss Cross.
En 2008, Rhyne s'associe avec le musicien de jazz Rob Dixon pour former un quatuor, incluant aussi le guitariste Fareed Haque, venu de Chicago et le batteur Kenny Phelps. Leur collaboration aboutit à la réalisation de l'album Reinvention, enregistré la même année pour Owl Studios.
Melvin Rhyne décède le 5 mars 2013 à Indianapolis, âgé de 76 ans.

## Distinctions
En juin 2012, le African American Jazz Caucus d'Indianapolis décerne à Melvin Rhyne un Jazz Masters Award, en même temps que Frank Smith et Benny Barth.